# Battaglia di Capo Ecnomo
La battaglia di Capo Écnomo, odierno Poggio Sant'Angelo, al largo della città di Licata, sulla costa meridionale della Sicilia, fu combattuta nel 256 a.C. fra le flotte della Repubblica romana e di Cartagine nel quadro della prima guerra punica, e si concluse con una decisiva vittoria romana.
Polibio, storico greco vicino al Circolo degli Scipioni, nonché grande esperto di arte militare, la descrive con dovizia di particolari, definendola "la più grande battaglia navale" dell'antichità.

## Situazione
Nell'ottavo anno della prima guerra punica, Roma e Cartagine si sono scontrate per terra ad Agrigento e in altri scontri "minori" per terra e ben più importanti per mare (battaglie di Lipari e Milazzo, in Sardegna (battaglia di Sulci), in Sicilia (battaglia di Tindari). Quest'ultima battaglia navale, del 257 a.C. indicò ai due contendenti, sostanzialmente battutisi alla pari, che entrambi avrebbero dovuto compiere un ulteriore sforzo per riuscire a prevalere definitivamente sull'altro.
In quest'ottica, sia Roma sia Cartagine potenziarono le rispettive flotte. Cartagine doveva portare rinforzi considerevoli alle forze terrestri che in Sicilia stavano subendo la potenza delle legioni di Roma e perdendo man mano le città conquistate nell'isola durante secoli di guerre.
Roma aveva compreso che lo sforzo bellico doveva essere portato direttamente nel territorio metropolitano dei Punici per distogliere le truppe cartaginesi dalla Sicilia e terminarne la conquista (Polibio si riferisce alla prima guerra punica chiamandola  "guerra per la Sicilia").
Nell'estate del 256 a.C., i Romani
Polibio, esperto di arte militare, calcola che ogni nave romana portasse trecento rematori e centoventi soldati di marina. Ne deriva una forza navale di 140 000 uomini. Con un calcolo analogo i Cartaginesi venivano accreditati di 150 000 uomini. Le cifre di Polibio alternativamente discusse o accettate dagli storici porterebbero comunque a mostrare uno scontro di dimensioni epiche. Si stavano affrontando oltre settecento navi e quasi trecentomila uomini.

## Formazioni
La formazione adottata dai Romani prevedeva le due navi a sei ordini di remi, con un console a bordo di ciascuna. I consoli erano Lucio Manlio Vulsone Longo e Marco Atilio Regolo che sostituiva Quinto Cedicio morto in carica. Affiancate sulla punta del cuneo erano poste altre due linee di navi in successione e una terza linea a chiudere la base del triangolo. Questa terza squadra doveva trainare e proteggere le navi da trasporto con i cavalli e l'equipaggiamento per l'invasione del territorio cartaginese. Una quarta linea di navi, più estesa della base del triangolo chiudeva la formazione con compiti di retroguardia.
La formazione cartaginese, per contro, venne disposta mettendo tre quarti delle navi su una sola linea spingendo l'ala destra in mare aperto, il restante quarto, piegato ad angolo, formava l'ala sinistra dello schieramento che così veniva ancorato alla terraferma e protetto da attacchi navali da quel lato. Questa ala era comandata da Amilcare. Il comando delle navi più potenti e veloci, poste all'estrema ala sinistra che doveva accerchiare la formazione romana, era affidato ad Annone che aveva già visto le sue forze battute nella battaglia di Agrigento.

## La battaglia
Subito dopo l'inizio del combattimento e seguendo gli ordini ricevuti, le navi del centro della formazione cartaginese volsero alla fuga per attrarre quelle romane e scompaginare la formazione. Le navi di punta romane si lanciarono all'inseguimento mentre le navi trasporto e la linea di retroguardia avanzavano lentamente mantenendo la formazione. Su questa formazione, più lenta, si scatenarono le navi cartaginesi dell'ala sinistra quando videro che la punta romana si era allontanata abbastanza. Per la maggiore velocità i Cartaginesi riuscivano ad accostarsi e a retrocedere con più sicurezza. Le navi romane utilizzavano ancora il corvo ed erano quindi in grado di immobilizzare quelle nemiche permettendo proprio alle truppe di terra, trasportate, di combattere quasi come erano abituate a fare. Nello stesso tempo l'ala destra punica, che si era spinta in mare aperto, incominciò la manovra per attaccare le navi dell'ultima linea romana mettendole in difficoltà e tentando di completare l'accerchiamento. La formazione dell'ala sinistra infine, cambiando disposizione, attaccò le navi che trainavano i trasporti. Queste dovettero lasciare i cavi di traino e incominciare un duro combattimento a loro volta.
L'esito della battaglia si decise quando i vascelli di Amilcare, ricacciati indietro con la forza, si dettero veramente alla fuga e permisero a Lucio Manlio Vulsone di ritornare verso la formazione romana portando al traino le navi catturate. Nello stesso tempo Marco Atilio e i suoi corsero in soccorso dei colleghi dell'ultima linea. Questi combattenti che già stavano soccombendo all'attacco di Annone ripresero coraggio; i Cartaginesi si trovarono affrontati davanti e da tergo e per non venire circondati dovettero abbandonare lo scontro e allontanarsi in mare aperto. Le due squadre dei consoli, infine si lanciarono al soccorso di quelli che erano in pericolo e che riuscivano a resistere solo per il timore che i Punici avevano dei "corvi" e del confronto ravvicinato. I Cartaginesi circondati lasciarono cinquanta navi in mano ai Romani e solo poche riuscirono a sfuggire lungo la costa.

## Dopo la battaglia
Secondo Polibio i Romani ebbero distrutte ventiquattro navi e nessuna venne catturata, invece furono sessantaquattro le navi cartaginesi che caddero in mano romana.
Ritornati a terra, i Romani celebrarono la vittoria con premiazioni agli equipaggi, ripararono le navi catturate aggregandole alla loro flotta e, completato un nuovo rifornimento di vettovaglie, salparono alla volta dell'Africa. Toccarono terra presso la città chiamata Aspide, da loro poi ribattezzata Clupea.
Dopo questa battaglia non vengono più citati i "corvi". D'altra parte è possibile ritenere che i Romani ne abbiano abbandonato l'uso dopo averne visto gli svantaggi in materia di manovrabilità delle navi.